# Micralestes fodori
Micralestes fodori är en fiskart som beskrevs av Matthes, 1965. Micralestes fodori ingår i släktet Micralestes och familjen Alestidae. IUCN kategoriserar arten globalt som livskraftig. Inga underarter finns listade i Catalogue of Life.